# Oltagon
Oltagon és un cràter sobre la superfície del planeta nan Ceres, situat amb el sistema de coordenades planetocèntriques a -24.23 ° de latitud nord i 39.9 ° de longitud est. Fa un diàmetre de 28 km. El nom va ser fet oficial per la UAI el 14 de desembre del 2015 i fa referència a Oltagon, deessa de l'agricultura a les Filipines.